# Рустамбеков, Бахыш-бек
Бахыш-бек Асад-бек оглы Рустамбеков (азерб. Baxış bəy Əsəd bəy oğlu Rüstəmbəyov; 1870, Сальян, Джеватский уезд, Бакинская губерния, Российская империя — 1942, Баку, Азербайджанская ССР, СССР) — член Парламента Азербайджанской Демократической Республики, офицер Джеватского уезда.

## Биография
Бахыш-бек Рустамбеков родился в 1870 году в городе Сальян. В 1890 году окончил Бакинское реальное училище, поступил в Московское техническое училище. В 1893 году поступил на механическое отделение Санкт-Петербургского технологического института. Был исключен из института за участие в студенческом движении незадолго до окончания учебы, но позже был восстановлен. 
После окончания института до 1906 года работал заместителем директора при Шамси Асадуллаеве. Затем Бахыш-бек, работавший на той же должности у ага Мусы Нагиева, работал затем в сфере рыболовства, а в 1910—1917 годах на нефтяных промыслах. 
В 1918 году был начальником Джеватского уезда. 30 ноября 1918 года решением Сальянского национального комитета был выдвинут в члены парламента Азербайджанской Демократической Республики. Членство в парламенте было принято 8 января 1919 года. Входил во фракцию «Мусават и безпартийные», сохранив за собой право голоса согласно декларации, обнародованной на восемьдесят седьмой сессии парламента 23 октября 1919 года. 
После апрельской оккупации работал на руководящих должностях в системе легкой промышленности, преподавал в рыбном институте и техникуме, институте повышения квалификации при Народном комиссариате легкой промышленности. В 1924 году он был членом совета Бакинского общества взаимного кредита. В 1929 году был арестован. Освобожден в 1942 году. Умер по дороге в Баку.

## Примечание
1. ↑  Адрес-календарь Азербайджанской Республики. — Баку, 1920. — С. 270
2. 1 2  Azərbaycan Xalq Cümhuriyyəti Ensiklopediyası, II cild, s. 323
3. ↑  Справочник Бакинской ярмарки 1924 года и путеводитель по Баку с планом ярмарки и г. Баку, с. 61